# Teuvo Aura
Teuvo Ensio Aura (28. prosince 1912 Ruskeala – 11. ledna 1999 Helsinky) byl finský politik. Dvakrát vedl finskou úřednickou vládu, jež měla zemi dovést k předčasným volbám (1970, 1971–1972). Zastával již předtím několik vládních funkcí: ministr zásobování, ministr průmyslu a obchodu (1950–1951, 1952–1954), ministr spravedlnosti (1951), ministr zahraničních věcí (1953–1954), ministr financí (1957) a ministr vnitra (1957). V letech 1968–1979 byl starostou Helsinek. Byl představitelem středopravicové Liberální lidové strany (Liberaalinen kansanpuolue).
Narodil se v Karélii, jež je dnes (od finsko-sovětské války) součástí Ruska. Vystudoval práva. Během zimní a pokračovací války byl vedoucím výboru pro zásobování v Helsinkách. Podobný post zastával nakonec i ve válečném vládním kabinetu. Od čtyřicátých let též pracoval ve finské centrální bance, roku 1943 se stal jejím generálním ředitelem. V roce 1946 se stal předsedou Státní ekonomické rady, odstoupit musel roku 1950 po hrozbě generální stávky (stejnou radu vedl ještě 1954–1956). Ukázal se být nicméně v krizi roku 1950 obratným vyjednávačem, čímž si vysloužil sérii vládních postů v 50. letech. Nejvýznamnějším bylo jeho angažmá na ministerstvu průmyslu. Aurova hospodářská politika byla kombinací důrazu na liberalizaci ekonomiky a zároveň slabosti pro švédský sociální model. Tato kombinace finské hospodářství silně ovlivnila.
Po roce 1956 se soustředil na místní politiku v Helsinkách, v jejichž městské radě seděl od roku 1957 do roku 1968, kdy se stal starostou a držel tento post 11 let. Jako starosta se soustředil na bytovou politiku a jeho koncepce této politiky silně ovlivnila celé Finsko. Přijal také rozhodnutí postavit v Helsinkách metro. Jako milovník výtvarného umění učinil z Helsinek epicentrum kultury. Proslulým se stala jeho účast na mnoha akcích, díky rychlým přesunům po městě, díky čemuž si vysloužil přezdívku „Blesk“ ("Kulblixten"). Během starostování Helsinek stihl stát také dvakrát v čele úřednických vlád.
Byl blízkým přítelem Urho Kekkonena. Spolu se Sakari Tuomiojou vytvářeli jakýsi triumvirát (jejich nepřáteli nazývaný „gang tří“), v němž od 50. let diskutovali hospodářské otázky. Vztah s Kekkonenem se ochladil po prezidentských volbách v roce 1956, nicméně právě Kekkonen, když se stal prezidentem, svého starého spojence v 70. letech jmenoval do čela úřednických kabinetů.